# Bimbaletes Aguascalientes
Bimbaletes Aguascalientes är en ort i Mexiko.   Den ligger i kommunen Asientos och delstaten Aguascalientes, i den centrala delen av landet, 400 km nordväst om huvudstaden Mexico City. Bimbaletes Aguascalientes ligger 2 018 meter över havet och antalet invånare är 1 223.
Terrängen runt Bimbaletes Aguascalientes är platt åt nordväst, men åt sydost är den kuperad. Runt Bimbaletes Aguascalientes är det ganska glesbefolkat, med 50 invånare per kvadratkilometer. Närmaste större samhälle är Loreto, 5,2 km nordost om Bimbaletes Aguascalientes. Omgivningarna runt Bimbaletes Aguascalientes är i huvudsak ett öppet busklandskap.